# Judith Resnik
Pour les articles homonymes, voir Resnik.
Judith Arlene Resnik est une astronaute américaine née le 5 avril 1949 et morte en mission dans l'explosion de la navette Challenger le 28 janvier 1986. Elle est la deuxième femme américaine astronaute après Sally Ride et la quatrième femme à être allée dans l'espace.

## Biographie
Judith Arlene Resnik est née en 1949 à Akron, dans l'Ohio, d'une mère nommée Sara et d'un père optométriste, nommé Marvin. Ses parents étaient issus de l'immigration juive ukrainienne. Elle a fréquenté l'école hébraïque et est diplômée du lycée de Firestone (en) en 1966, elle excellait en mathématiques et jouait du piano classique. Elle a reçu un diplôme en génie électrique à l'université Carnegie-Mellon de Pittsburgh en 1970, l'année où elle a épousé un autre étudiant, Michael Oldak. Ils ont divorcé en 1974. En 1977, Resnik a obtenu un doctorat en génie électrique à l'université du Maryland.
Elle a travaillé chez Radio Corporation of America (RCA), en tant qu'ingénieur de conception, et a travaillé ensuite dans divers projets de la NASA sous contrat avec l'entreprise. Tout en travaillant à son doctorat, Resnik a été affiliée à la National Institutes of Health comme ingénieur biomédical. Elle a travaillé plus tard comme ingénieur système chez Xerox Corporation.
En 1978, à l'âge de 28 ans, elle est recrutée en tant que spécialiste de mission dans le huitième groupe d'astronautes de la NASA, la première sélection incluant des femmes. Elle effectue son premier vol spatial comme spécialiste de mission sur le voyage inaugural de Discovery, au cours de la mission STS-41-D d'août à septembre 1984. Au cours de cette mission, elle a notamment participé au déploiement de trois satellites de télécommunications. En 1985, elle fut désignée spécialiste de mission pour la mission STS-51-L à bord de la navette Challenger. La navette explosa au cours du lancement le 28 janvier 1986 et ne laissa aucun survivant parmi l'équipage. Elle repose au cimetière national d'Arlington, aux côtés de ses six défunts équipiers.

## Vols réalisés
- 30 août 1984 : Discovery (vol STS-41-D).
- 28 janvier 1986 : Challenger, durant le vol STS-51-L, explose une minute et 13 secondes après son décollage, tuant les sept membres d'équipage dont Judith Resnik[7] qui y figurait comme spécialiste de mission.